# Herbert Floss
Herbert Floss (Reinholdsheim, Alemanha, 25 de agosto de 1912 – Zawadówka, Polonia, 22 de outubro de 1943) foi um SS-Scharführer, e um dos comandantes do campo de extermínio de Sobibor.
Se juntou a NSDAP, em 1930, a AS em 1931, e a SS em 1935.
Ele serviu no campo de Sobibor a partir de sua criação em abril de 1942 até a insurreição em 1943. Antes de iniciar seus serviços em Sobibor, ele esteve estacionado em Buchenwald, e em muitos centros de eutanásia. No inicio do período de Sobibor, Floss foi o comandante por algumas semanas, até que foi substituído por Gustav Wagner. Antes de as vitimas entrarem nas câmaras de gás, ele tirava seus pertences.
Floss também serviu como especialista em cremação no II campo de Treblinka.
Foi mais tarde lembrado por seu colega de Treblinka, o oficial da SS Heinrich Matthes:
| “ | Um SS-Oberscharführer ou Hauptscharführer, Floss chegou agora em (novembro de 1942), quem eu presumo esteve em outro campo. Teve as instalações construídas para a cremação dos cadáveres. A incineração foi realizada para fora colocando trilhos da estrada de ferro, em blocos de concreto. Os cadáveres foram empilhados sobre estes trilhos. Escovas de madeira foram colocadas sobre os trilhos. A madeira foi encharcada com gasolina. Não só os cadáveres obtidos desta forma foram queimados, mas também os retirados das valas. | ” |

| “ | A cremação dos corpos só foi incentivada adequadamente depois que um instrutor chegou de Auschwitz. | ” |